# Balogh Béla (filmrendező)
Galánthai Balogh Béla, Balogh József Béla (Székesfehérvár, 1885. január 1. – Budapest, 1945. március 30.) filmrendező.

## Életpályája
Színházi dinasztiából származott. Nagyapja, Balogh István (1790–1873) színházi író, nagybátyja és nagynénje szintén ünnepelt színészek voltak, édesapja, Balogh Gusztáv pedig karmester, aki különböző társulatokkal járta az országot. Édesanyja Hanich Alojzia. Szülei tizenkét gyermeke közül – akik közül ő volt a legfiatalabb – csak három maradt életben: nála 17 évvel idősebb nővére, 16 évvel idősebb bátyja és ő. Gyermekkorától kezdve színésznek készült, a Barcsay utcai gimnáziumba járt, itt önképzőköri előadásokon többször is fellépett.
1904-ben tagja lett az akkor induló, és 1947-ig működő Népligeti Színkörnek, amely a budapesti Népliget krajcáros színháza volt. Ezután vidékre szerződött énekes bonvivánnak és rendezőnek, majd 1908-ban visszatért a fővárosba, s először Újpesten, majd 1911-től Budapesten dolgozott tovább. Leszerelését követően a Royal Orfeumban, a Kristálypalotában szerepelt. Ezután ügyelő lett az Operában, majd mozit vezetett.
1915. szeptember 25-én Budapesten, a Józsefvárosban feleségül vette Kornai Margitot, Szepes Mária írónő és Wictor Charon filozófus és író édesanyját. Az első világháborúban egy évi szolgálat után idegbajt szimulált, s ezt olyan hitelesen tette, hogy a katonaság rokkantnak nyilvánította és leszerelhetett. Ettől kezdődően ő is részt vett az Astra Filmgyár munkálataiban, amelynek első művészeti vezetője lett. Az Astra Filmgyárat felesége, Baloghné Kornai Margit fejlesztette ki férje korábbi Balogh és Mogán nevű cégéből. „Az épület favázas alkotmány volt, amelyet filmgyári célokra úgy sikerült átalakítani, hogy félig üvegházfalakat építettek az alapra.” (Lajta Andor: A magyar filmlaboratóriumok története 1901-1961) 1919-ben a berlini Star filmgyár felépítette műtermét Pasaréten, s Balogh Bélát átcsábították rendezőnek, 1920-tól 1924-ig pedig már főrendezőként működött a Star filmgyárban.
Szepes Mária írónő visszaemlékezése Balogh Béla karrierjének kezdetére: "Azokban a kezdeti időkben apám, Kertész Mihály és Korda Sándor fej fej mellett futottak, de apámat tartották sikeresebb rendezőnek. Az is volt. Éppolyan külföldi ajánlatot kapott a bécsi Sascha filmgyártól, amelynek tulajdonosa Kolowrath gróf volt, mint ők... Ezek az európai szerződések voltak Kertész és Korda ugródeszkái. Kertésznek Hollywood, Kordának London felé. De apám nem fogadta el az ajánlatot. Ő magyar. Meghalna másutt. Nem tud nyelveket. Anyám kérlelte, könyörgött, sírt, a veszélybe került magyar filmgyártásra hivatkozott. Nem és nem! Semmi észszerű oka nem volt, csak apám nehézkes természete, depressziós, minden változástól rettegő idegzete. Nagyon mély gyökerei voltak Magyarországon. Harmadnap anyám megadta magát... Ha visszagondolok a családunkban éveken át sokat emlegetett "mi lett volna, ha..." kérdésre, meggyőződésem, hogy apám odakint valóban nem tudott volna beilleszkedni a nagyobb lehetőségek küzdelmesebb, gyilkosan könyörtelen, kígyóravaszságot követelő életformájába." (Szepes Mária: Emberek és jelmezek)
Az 1919-es kommün után betiltották filmjeit, a Toprini nászt, a zsidó témájú Lion Leát, A császár katonáit, a Babát és a Tilos a csókot. Horthy fehérterrorja kezdetén Balogh Béla és felesége ellen vizsgálat indult, azzal vádolták őket, hogy együttműködtek a kommunistákkal, s gyanúsnak tartották, hogy 1919. május 1-jén filmet forgattak a felvonulásról és a margitszigeti majálisról. Végül békén hagyták őket.
A húszas években egyre inkább háttérbe szorult pályáján, s mély depresszióba zuhant. A Népligetben lévő Pedagógiai Filmgyárnak készített ismeretterjesztő filmeket, kevés fizetésért. 1926-ban felesége unszolására Berlinbe utazott szerencsét próbálni, s bár sikerült tőkét szereznie egy filmhez, súlyosan megbetegedett, s hazatért. Ezután - meggyőződése ellenére, a megélhetési kényszer miatt - filmes karrierre vágyó magántanítványok oktatását vállalta Budapesten. 1931-ben a megélhetési nehézségek elől menekülve újra Berlinbe költözött a család, s itt éltek 1933-ig. 1935-ben újra rendezni kezdett, az Édes mostohá-t, majd elkészítette a Tommy, a megfagyott gyermek-et, amely az 1921-es A megfagyott gyermek új, hangos változata volt.
Feleségével 1941-ben megalapították a Balogh Film Kft-t, saját filmgyártó és filmkölcsönző vállalatukat, ám a második világháború miatt nem sokkal később fel is számolták azt. Budapest ostromát családjával leányfalui nyaralójukban vészelte át, ekkor már súlyos beteg volt. Két év szenvedés után 1945-ben halt meg a szentendrei kórházban, haláláról pontos diagnózist a II. világháború utolsó évének káoszában nem tudtak megállapítani.

## Munkássága
Balogh Béla 50 némafilmet és 17 hangosfilmet rendezett. Kísérletező ember volt, a Chilcot képviselő című angol regényből készült filmben nagyszerűen oldotta meg a főszereplő megkettőzését.  "...Fenyő Emil kettős szerepet játszott... saját mellére hajolt, hogy meghallgassa, dobog-e a szíve még. Mindkettőjük arca egy időben látszott. Hol voltak még a mai sokszorozó, elektronikus trükkök. Tüzet adott önmagának. Saját karjába dőlt részegen, takarások nélkül. Józan énje a karjába emelte. Tehát nem puszta felezést csináltak, mint sokan mások."  (Szepes Mária: Emberek és jelmezek) Kísérletezett plasztikus filmmel is. A kettős lencsén át a becsúsztatott kettős fotóból egyetlen, plasztikus, háromdimenziós figurát hozott létre. Együtt dolgozott korának legnagyobb színészóriásaival, többek között Szeleczky Zitával, Jávor Pállal, Karády Katalinnal, Kabos Gyulával, Páger Antallal is

### Rendezései
- 1917 - Toprini nász (némaváltozat); Az obsitos; A vengerkák; A Pál utcai fiúk; A koldusgróf
- 1918 - A vörös kérdőjel;Udvari keringő; A Sphynx; Rang és mód; Magas diplomácia; Izrael; Hivatalnok urak, Halálos csönd; Egyenlőség; A császár katonái; Az asszonyfaló;Az asszonybosszú
- 1919 - Tilos a csók; Nantas; A baba
- 1920 - Hegyek alján; A tizenegyedik I-II.; A Szentmihály; Vita Nuova; Az ötödik osztály; Lengyelvér I-II.; A Loovódi árva; Jön a rozson át; Játék a sorssal; Gyermekszív
- 1921 - Elnémult harangok; A megfagyott gyermek; Sugárka; Veszélyben a pokol; Nyomozom a detektívet; Lavina; Galathea
- 1922 - Beszéljen a papájával; Mozibolond; A kis Cia katonái
- 1923 - A lélek órása
- 1924 - Aranymadár; Pál utcai fiúk; Az őrszem
- 1935 - Édes mostoha
- 1936 - Havi 200 fix; Méltóságos kisasszony; A  megfagyott gyermek (Tomi);
- 1937 - Háromszázezer pengő az uccán, Úrilány szobát keres
- 1938 - Azurexpress
- 1939 - Vadrózsa
- 1939 - Nem loptam én életemben; Pénz áll a házhoz; Karosszék; Garzonlakás kiadó
- 1940 - Mária két éjszakája; Mindenki mást szeret; Rózsafabot
- 1941 - Ne kérdezd, ki voltam
- 1943 - Ópiumkeringő